# Andilla

Localización en la comarca de La Serranía

Andilla es un municipio de la Comunidad Valenciana, España. Pertenece a la provincia de Valencia, en la comarca de Los Serranos. Cuenta con una población de 324 habitantes (INE 2024). Se trata de un municipio castellanohablante, en el que el castellano cuenta con el predominio lingüístico reconocido legalmente.

## Geografía

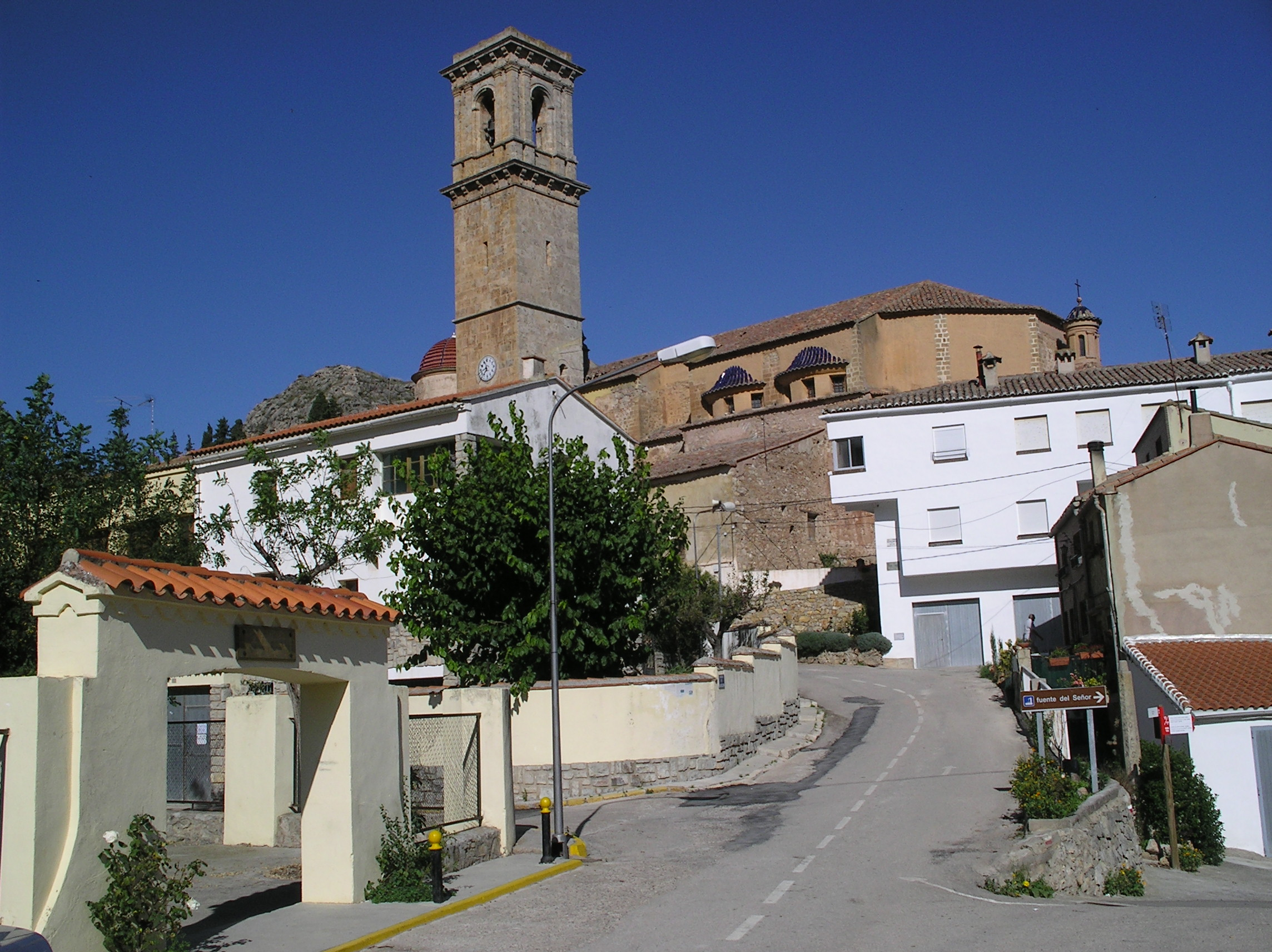
Vista de Andilla con la iglesia parroquial de la Asunción

Situado en las vertientes meridionales de la sierra de su mismo nombre, al extremo oeste de Valencia, consta históricamente de tres aldeas: La Pobleta,Osset (u Oset) y Artaj y de numerosos núcleos diseminados de población como son la Masá Grande o Dehesa, también conocida como Las Bodegas de Pardanchinos, las Bodegas de Artaj, Casas del Algibe Viejo, Casas del Charco, la Masada de los Sepes, las Casas de los Tollos, la Casa de la Señora, las Casas de Coleto y las Casas del Cerrito.
El término está muy accidentado, con paisajes muy abruptos y profundos barrancos. Las principales alturas son: Veteta (1.434 m), Resinero (1.482 m), Rumbo (1.146 m), Vihuela (1.272 m) y Miravalencia (1.267 m). La rambla de Andilla recoge las aguas del término llevándolas hasta el río Turia. El clima es frío, con nevadas en invierno y temperaturas agradables en verano. Los vientos predominantes son los del norte y poniente en el invierno, y el levante en verano.
La villa se encuentra en la vertiente meridional de un pequeño cerro.
Se accede a esta localidad, desde Valencia, tomando la CV-35 hasta enlazar con la CV-349, continuando por la CV-245 y luego por la CV-341.El municipio de Andilla se encuentra situado a 71Km. de Valencia, al noroeste de la provincia de Valencia ya en límite con Aragón, se trata del segundo municipio más extenso de la comarca de la Serranía
Localidades limítrofes
Alcublas, La Yesa, Chelva, Calles, Higueruelas, Villar del Arzobispo, Liria, Sacañet de Castellón y Abejuela de Teruel.

## Historia

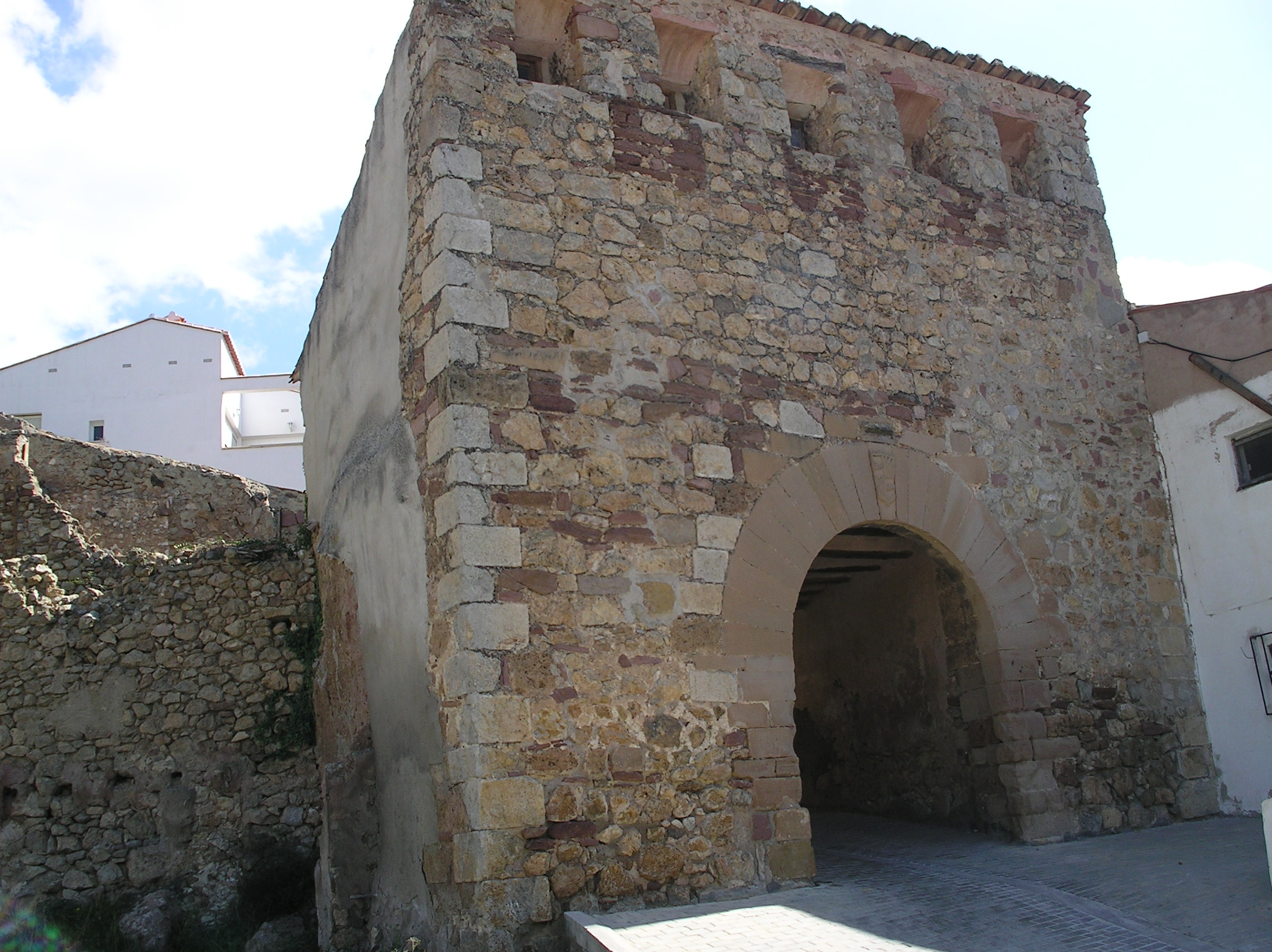
Restos de la muralla medieval de la localidad de Andilla, Valencia, España

Este término presenta una sucesión de yacimientos arqueológicos que prueban la presencia del hombre desde el Mesolítico hasta tiempos históricos. Un paseo por entre sus vestigios puede resultar toda una clase magistral de Historia.

### Prehistoria
Del Mesolítico y comienzos del Neolítico son los yacimientos de la Covacha de Llatas y los del Cerro del Campillo. De la Edad del Bronce es el Castillarejo de los Moros y los estratos inferiores del Castillo del Cinglo de la Calera y del Cerro del Campillo.
A destacar el yacimiento arqueológico de Las Picarazas—que se encuentra entre los términos municipales valencianos de Chelva y Andilla y es uno de los de mayor antigüedad de Europa--, donde se han hallado evidencias de presencia humana, en concreto restos datados entre 1,3 y 1,5millones de años de antigüedad, del Pleistoceno Inferior.
Destacar que el Alto de las Picarazas "conserva los primeros testimonios de presencia humana de la Comunitat Valenciana y que es uno de los yacimientos con presencia humana más antiguos de la Península Ibérica".

### Los íberos
De época ibérica son los niveles superiores de estos dos últimos yacimientos y los restos que se encuentran en el Barranco del Molino, en la Caseta de los Sepes, en la Dehesa en Pardanchinos de Arriba y Pardanchinos de Abajo, en Peñas de Dios (la Miquela y Peña de en Medio), en el Pilar de San Gregorio, en el Castillejo de los Corrales de Carnoso, en Cerro Elías y en Cerro Pascual. Cuentan que en este término, sin indicación de lugar, apareció, a principios de siglo, una esculturilla de bronce que representaba un osante típico de los santuarios ibéricos de Sierra Morena. Este hecho no se ha confirmado hasta ahora.

### Vestigios romanos
De la época romana hay abundantes restos, la mayor parte pertenecen a las que fueron villas rústicas: Hoya de los Cossalicos, Quincha de la Loba (en Pardanchinos), el Borrequillo y la Cañada del Baile son los lugares más importantes.

### Edad Media

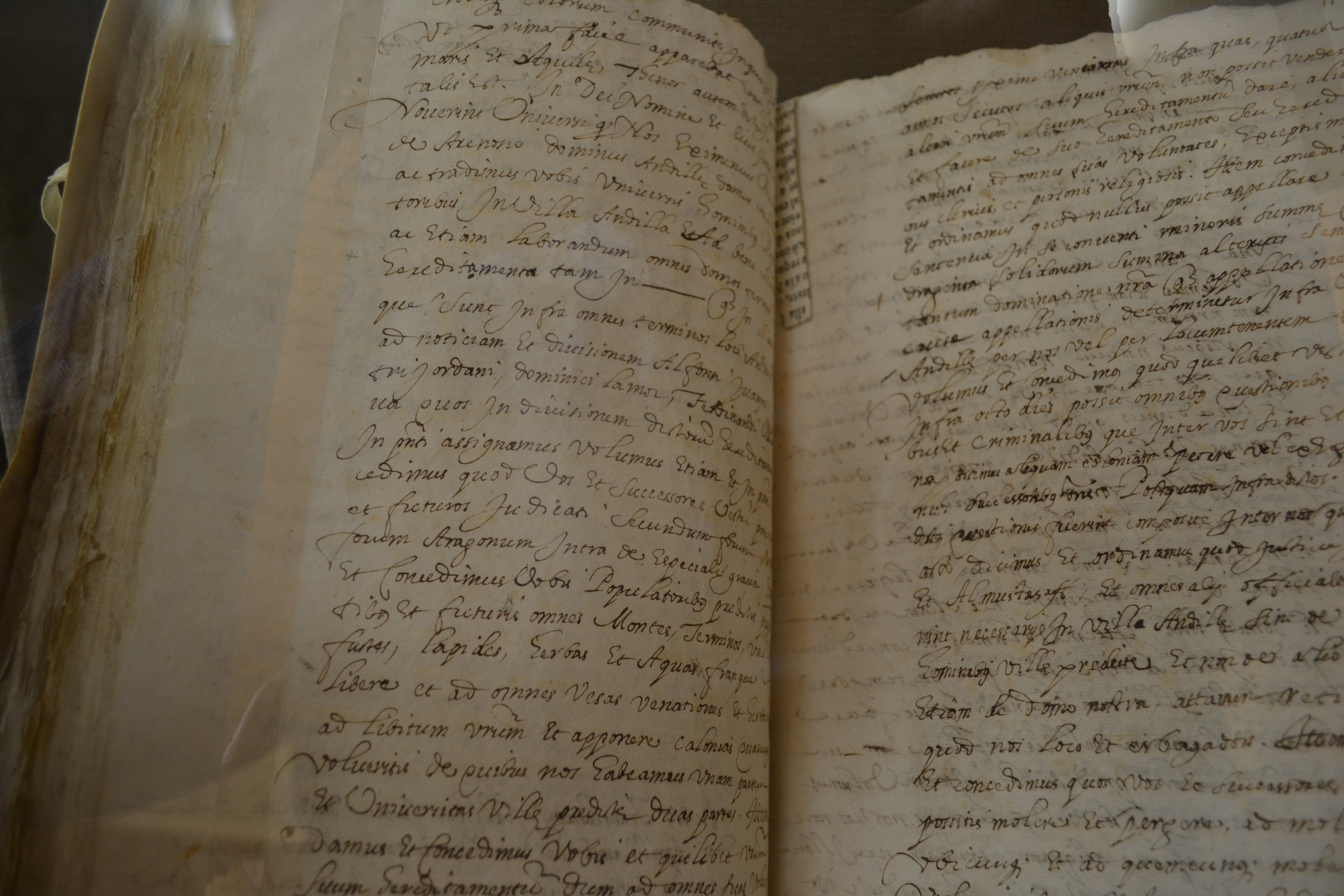
Carta Puebla (1252).

En la Edad Media tuvo castillo y estuvo amurallada; hoy apenas quedan restos del primitivo recinto. La iglesia parroquial es del siglo XV, construida por la iniciativa de Rodrigo de Rebolledo, señor de Andilla, que vivió en la corte napolitana de Alfonso el Magnánimo, por lo que el templo tiene influencias italianas; en el altar mayor hay 8 cuadros de Ribalta, restos de un gran retablo pintado en colaboración con Vicente Castelló en 1622.

### Guerra civil española
La comarca fue muy castigada durante la Guerra Civil de 1936 a 1939, siendo frente de batalla en la fase final de la contienda. El frente se estableció en el cercano vértice de la Salada, y resultaron destruidos gran número de edificios de la villa y del término, siendo ésta una de las causas determinante del descenso de población.

## Demografía
Andilla cuenta con una población de 324 habitantes (INE 2024).
| Gráfica de evolución demográfica de Andilla entre 1842 y 2021                                                       |
| |
| Población de derecho según los censos de población del INE Población de hecho según los censos de población del INE |

## Economía
Basada en la agricultura y en la ganadería. Predomina el secano, en el que se cosechan principalmente, olivas, uvas, nueces y almendras. Los cereales se cultivan en régimen de barbecho.
En Andilla se celebra la fiesta de la esquila.
Hay varias minas de caolín, que están destrozando el entorno y afectando gravemente a sus ecosistemas.

## Administración y política
| Periodo   | Nombre                                                                                     | Partido            |
| --------- | ------------------------------------------------------------------------------------------ | ------------------ |
| 1979-1983 | Celestino Mateo López                                                                      | Independiente      |
| 1983-1987 | José Mª Vicente Martínez                                                                   | OIV                |
| 1987-1991 | Ernesto Enguídanos Palomar                                                                 | PSPV-PSOE          |
| 1991-1995 | Ernesto Enguídanos Palomar                                                                 | PSPV-PSOE          |
| 1995-1999 | Ernesto Enguídanos Palomar (Moción de Censura) Daniel Domingo Muñoz Basilio Vicente Gálvez | PSPV-PSOE AIA UV   |
| 1999-2003 | Basilio Vicente Gálvez (Moción de Censura) Daniel Domingo Muñoz                            | UV PP              |
| 2003-2007 | Celestino Perales Gálvez                                                                   | PP                 |
| 2007-2011 | Celestino Perales Gálvez                                                                   | PP                 |
| 2011-2015 | Jesús Ruiz García                                                                          | PP                 |
| 2015-2019 | Paulino Moreno Alsina (Moción de Censura) Consuelo Alfonso Pérez                           | PP AUNA            |
| 2019-2023 | Consuelo Alfonso Pérez                                                                     | PSPV-PSOE          |
| 2023-act. | Miguel Sebastián Ara                                                                       | Juntos por Andilla |

## Patrimonio

### Ermita de Santa Inés
Cerca del pueblo está la ermita de Santa Inés. Jaime el Conquistador ocupó este territorio en 1237, constituyendo en él una baronía y donándola a su repostero mayor, Eiximén Peres d`Arenós. En el siglo XV pertenecía a la familia de Miquel Dies de Calataiud, y fue heredada a mitad del siglo XVI por el poeta Juan Ferrandis de Herèdia. Posteriormente perteneció a la familia Marcilla y, actualmente a la familia de Santa Cruz. La zona fue muy castigada durante el periodo bélico de 1936 a 1939; se estableció un frente en el cercano vértice de la Salada, y resultaron destruidos gran número de edificios de la villa y del término, siendo ésta otra de las causas determinantes del descenso de población. Se celebran fiestas a San Bartolomé y a Santa Inés.

### Covacha de Llatas
Yacimiento arqueológico situado en la ladera N del cerro del Puntal de Cambra, a unos 20 m sobre el inmediato barranco del Salobral. Recibe el nombre por su descubridor, Vicente Llatas Burgos, y fue excavada por el Servicio de Investigaciones Prehistóricas (S.I.P.) en 1948, proporcionando casi superficialmente restos de un enterramiento humano (huesos largos, vértebras y dientes) en muy mal estado de conservación. En los niveles inferiores aparecieron pequeños fragmentos de cerámica de tosca factura, con abundante desgrasante y de color pardo o rojizo, uno de ellos con cordón en relieve e impresiones digitales, sin que pudiera reconstruirse ninguna forma de vasija. Se hallaron medias lunas de sílex, hojas de dorso rebajado, raspadores y escasos triángulos con apéndice lateral tipo “Cocina”. La fauna pertenecía a pequeños roedores, aves y un posible cánido, así como varias conchas perforadas (Columbela y Pectunculus), utilizadas como objetos de adorno, un Cardium Edule, y varios ejemplares de Hélix. El yacimiento ha sido clasificado como Mesolítico y también como Neolítico inicial o marginal de montaña. Los materiales se conservan en el Museo de Prehistoria de Valencia.

## Gastronomía
Es típica en Andilla, la "olla churra", con patatas, cardos, alubias, huesos de cerdo y morcilla, así como sus excelentes carnes.
Productos típicos: aceite de oliva, trufa, miel y vino. Dulces de tradición árabe (congretes, pasteles de boniato y rollicos de anís).

## Patrimonio
- Iglesia parroquial de la Asunción

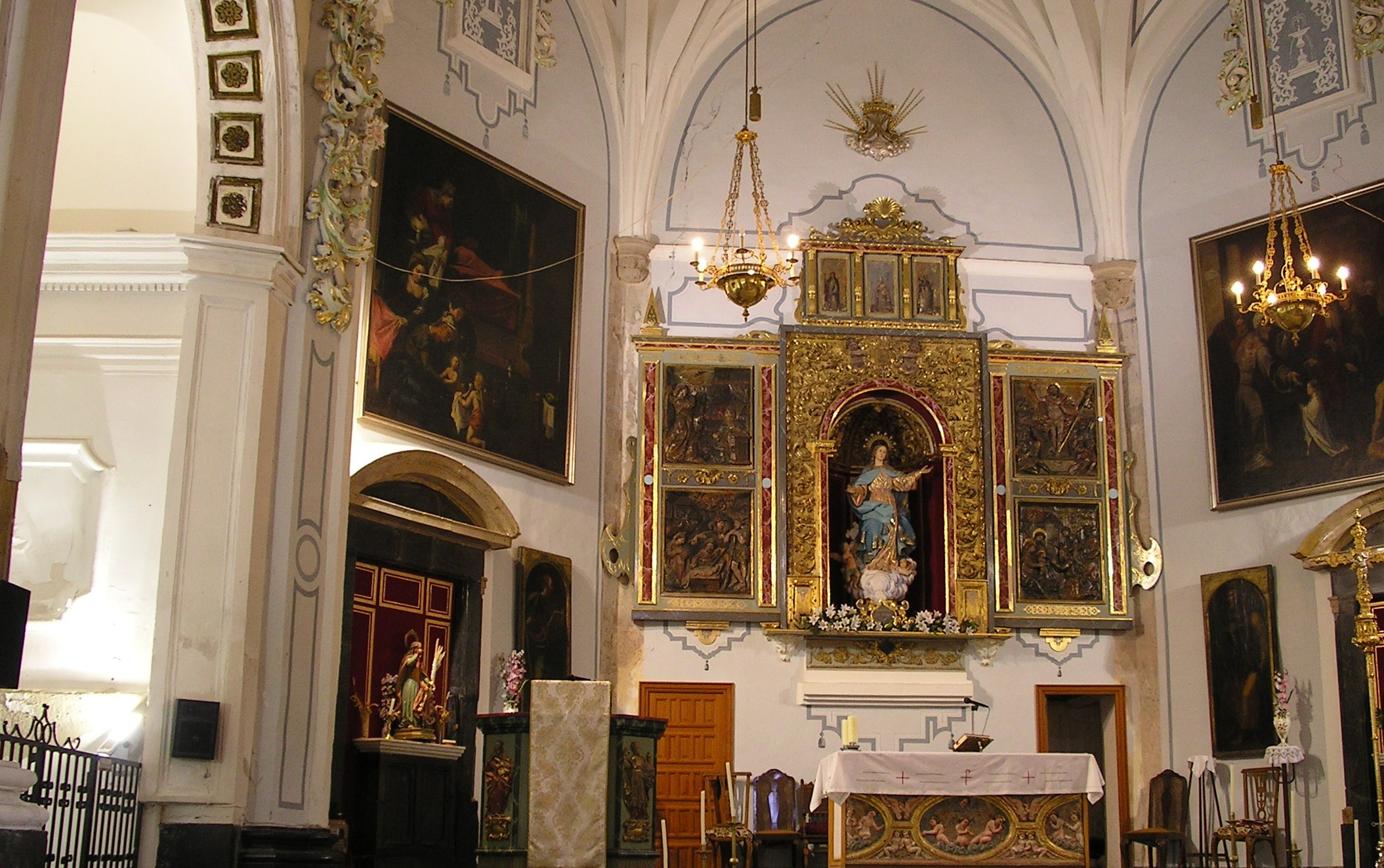
Retablo de la iglesia parroquial de la Asunción de Andilla, Valencia, España

Data del siglo XV, construida por iniciativa de Rodrigo de Rebolledo, señor de Andilla que vivió en la corte napolitana de Alfonso el Magnánimo, por lo que el templo tiene influencias italianas. En el altar mayor hay 8 cuadros de Ribalta, puertas de un gran retablo pintado en colaboración con Vicente Castelló y Abdón Castañeda entre 1622 y 1624. Fue declarado Bien de Interés Cultural en 2007.
- Ermita de Santa Inés.
- Los restos del Castillo de Andilla, de origen musulmán, ocupan la cima del cerro de casi 900 m de altura que domina la población, junto a la ermita de Santa Inés.
- La muralla de Andilla se encuentra prácticamente desaparecida, destacando entre otros tramos el perteneciente al llamado Portal de la Muralla.

## Fiestas locales
- Santa Inés - Festividad: 21 de enero;
- San Bartolomé - Festividad: 24 de agosto.